# PPT
PPT (Prețuri Pentru Tine) este un lanț de magazine de îmbrăcăminte din România.
Bazele companiei au fost puse în 2006 de către Adrian și Gabriel Mărgărit și Tudor și Alexandru Matei, patru tineri din București.
În iulie 2015, rețeaua PPT avea 136 de magazine în România și 24 în Republica Moldova, cu un total de peste 1.100 de angajați.
Cifra de afaceri în 2014: 40 milioane de euro